# ポール・フローリー
ポール・ジョン・フローリー（Paul John Flory, 1910年6月19日 - 1985年9月9日）は、アメリカ合衆国の化学者で、ポリマーや高分子化合物に関する膨大な研究によって知られている。溶液中の高分子の挙動の研究に関する草分けである。1974年に高分子化学の理論、実験両面にわたる基礎研究によってノーベル化学賞を受賞した。

## 伝記

### 初期
イリノイ州ホワイトサイド郡スターリング出身。1927年にエルジンのエルジン高校を卒業した後、フローリーは1931年にインディアナ州のマンチェスター大学から学士号を、1934年にオハイオ州立大学から博士号を得た。その後デュポンのウォーレス・カロザースのもとで初めての仕事を得た。

### 高分子化学
高分子化学に関する彼の初期の研究は重合反応のキネティクスに関するもので、デュポンの研究所で行われた。彼は、縮合重合において末端の反応性が減少することを見積もり、反応性は分子のサイズに関係ないことを見つけ、鎖の数はサイズとともに指数関数的に減少することを発見した。付加重合においては、彼はキネティックの方程式の改善とポリマーのサイズの分布の説の矛盾を解消するためにラジカル反応の概念を導入した。
1938年、カロザースが亡くなると彼はシンシナティ大学の基礎科学研究所に移籍した。ここでは彼は二つ以上の官能基を持つ化合物の重合に関する数学的な理論と、ポリマーがゲルを作る理論を完成させた。
1940年に彼はニュージャージー州リンデンにあるスタンダード・オイルの研究所に移り、ポリマー混合物の統計的理論を作った。1943年にはポリマー研究グループのリーダーとしてグッドイヤーに移った。1948年の春、コーネル大学の化学研究科長だったピーター・デバイは一年間の講義のためにフローリーを招聘した。同年秋には、彼はここで働くことを要請された。彼はここでの授業を大著Principles of Polymer Chemistryにまとめ、1953年にコーネル大学出版局より出版した。この本はすぐにこの分野で働く人全ての標準的なテキストとなり、今日でも広く使われている。
フローリーは1934年にワーナー・クーンが考えた排除体積の概念をポリマーに導入した。排除体積の概念によって、ある分子鎖の一部分は、既に同じ分子の別の部分が占めている空間には存在することができないという考えが生まれる。またこの概念によって、ポリマー鎖の末端は、排除体積がないとした時よりもポリマーの中心から遠くへ追いやられるということが言える。溶液中の長鎖分子の解析に排除体積の概念が重要な役割を果たすことがわかったのは、この分野の研究のブレイクスルーとなり、当時は解決困難と考えられていた多くの問題に説明を与えた。また排除体積の影響が中和される実験条件であるゼータポイントの概念も考えられた。ゼータポイントでは分子鎖は理想的な鎖の振る舞いを示さず、排除体積による長距離の相互作用が働かず、構造や結合、隣接分子間の静的な相互作用といった特性を容易に測定することができる。フローリーは、排除体積の影響がゼータポイントでなくなれば、理想溶液中でのポリマーのサイズが測定できると期待した。
彼の業績には、理想溶液の中でポリマーのサイズを推定する独自の方法や、溶液中でのポリマーの動きを把握するためのフローリー指数を拡張した、フローリー-ハギンズの溶液理論（フローリー・ハギンズ理論）がある。
1953年には、国際理論物理学会 東京＆京都　で来日した。

### フローリー変換
高分子中の原子の配置をベクトルで表すには、直交座標系を角座標系に変換してやらなければならないことがよくある。このような時にフローリー変換が用いられる。例えばペプチド結合中の全原子の位置は直交座標系またはフローリー変換で表される。ここでは結合距離{\displaystyle l_{i}}、結合角{\displaystyle \theta _{i}}、二面角{\displaystyle \phi _{i}}の3つの値が必要である。直交座標系とフローリー変換で得られた角座標系は同じ三次元構造を表す。

### 晩年
彼は1961年にスタンフォード大学の教授になり、1975年に退官した。彼は退官した後も活躍を続け、近年はIBMのコンサルタントをしている。彼と妻のエミリー・キャサリン・タボールは3人の子供に恵まれ、3人とも物理学の道に進んでいる。彼は1985年にカリフォルニア州ビッグ・サー (Big Sur) で、心臓発作のため死亡した。

## 主要論文
- Flory, Paul. (1953) Principles of Polymer Chemistry. Cornell University Press. ISBN 0-8014-0134-8.
- Flory, Paul. (1969) Statistical Mechanics of Chain Molecules. Interscience. ISBN 0-470-26495-0. Reissued 1989. ISBN 1-56990-019-1.
- Flory, Paul. (1985) Selected Works of Paul J. Flory. Stanford Univ Press. ISBN 0-8047-1277-8.

## 受賞歴
- 1962年 - ウィリアム・H・ニコルズ賞
- 1969年 - ピーター・デバイ賞
- 1971年 - エリオット・クレッソン・メダル
- 1973年 - ウィラード・ギブズ賞
- 1973年 - 化学パイオニア賞
- 1974年 - ノーベル化学賞
- 1974年 - プリーストリー賞
- 1974年 - アメリカ国家科学賞
- 1977年 - パーキンメダル